# (35321) 1997 CU9
1997 CU9 (asteroide 35321) é um asteroide da cintura principal. Possui uma excentricidade de 0.11214490 e uma inclinação de 16.76262º.
Este asteroide foi descoberto no dia 1 de fevereiro de 1997 por Spacewatch em Kitt Peak.